# 인식과 오류
⟪인식과 오류⟫(Erkenntnis und Irrtum)는 에른스트 마흐의 저서이다 이 책의 부제인 '탐구의 심리학 약설(略說)'이 말해 주듯이, 과학적 탐구의 심리 및 논리를 다룬 것으로 많은 항목으로 나누어져 있다.
⟪인식과 오류⟫라는 제목은 부제 중 하나에서 딴 것으로 이 장에서는 오류론을 전개하고 있다. 마흐에 의하면 모든 인식은 감각으로부터 출발하고 감각으로 돌아가는 것이다. 따라서 바른 인식도 잘못된 인식도 감각이라는 동일한 심적 원천(心的源泉)으로부터 나온 것으로 이 단계에서는 어느 것이 잘못된 것인지를 말할 수가 없다. 그것을 알 수 있는 것은 오직 결과에서만 가능하며, 잘못에 바탕을 둔 행동을 해서 곤란한 경우에 부딪히거나 불이익을 당하고 나서야 알게 되는 것이다. 따라서 금후로는 잘못을 범하지 않도록 조심하는 태도가 생기는데, 이 태도가 의도적·과학적 탐구의 시초라고 보아도 좋으며, 이 점에서 잘못은 탐구를 촉진하고 우리를 바른 인식으로 인도하는 것으로서 적극적으로 평가되지 않으면 안 된다.